# Чагров Микита Володимирович
Микита Володимирович Чагров (рос. Никита Владимирович Чагров, нар. 24 квітня 1995, Москва, Росія) — російський футболіст, воротар казахстанського клубу «Окжетпес».

## Ігрова кар'єра
До восьми років Микита Чагров займався карате. Пізніше перейшов у футбол і в 2011 році підписав контракт з московським «Торпедо». Був у команді третім воротарем і за основу не провів жодного матчу. У 2013 році воротар перейшов до «Ростова» але також грав лише у молодіжній команді.
Дебют Чагрова на професійному рівні відбувся у 2017 році у Другому дивізіоні, де він виступав у складі «Чайки» з Піщанокопське. Після цього Чагров перейшов до курського «Авангарда», який на той момент грав у ФНЛ. Разом з «Авангардом» воротар дістався фіналу Кубка Росії у сезоні 2017/18, де поступилися «Тосно». Один матч у серпні 2020 року Чагров провів у складі «Тамбова».
Влітку 2022 року Чагров відправився до Ісландії, де до кінця року грав у клубі Другого дивізіону чемпіонату Ісландії «Кордренгір». У л.тому 2023 року футболіст як вільний агент залишив ісландський клуб і приєднався до казахського клубу «Окжетпес».

### Досягнення
Авангард
- Фіналіст Кубка Росії: 2017/18